# سورنی (آدیغیه)
سورنی (به لاتین: Severny) یک منطقهٔ مسکونی در روسیه است که در آدیغیه واقع شده‌است.